# Hans-Peter Martin
Hans-Peter Martin (Bregenz, 11 augustus 1957) is een Oostenrijkse journalist, publicist en politicus. Hij was sinds 1999 tot 2014 lid van het Europees Parlement.

## Levensloop
In 1984 promoveerde hij aan de Universiteit van Wenen. Hij begon als journalist, om later correspondent bij Der Spiegel te worden. Hij is schrijver van het boek Die Globalisierungsfalle (over de gevolgen van globalisering) en was mede-auteur van Bittere Pillen (2004), een kritisch boek over de farmacie.
Van 1996 tot 1999 was hij lid van de raad van toezicht van Greenpeace Duitsland. In 1997 werd hij lid van de Club van Rome. Sinds 1999 is hij lid van het Europees Parlement; hij werd verkozen als lid van de SPÖ; na een onenigheid over de leiding van de SPÖ-delegatie ging hij alleen verder.
De meeste bekendheid verwierf hij door in 2004 als klokkenluider beschuldigingen aan het adres van zijn collega's in het Europees Parlement te uiten. Deze betroffen corruptie, verrijking en verspilling van belastinggelden door onredelijk hoge vergoedingen te claimen voor maaltijd- en reiskosten. Als reactie werd hij zelf aangeklaagd wegens misbruik van de vergoedingen voor maaltijden.
Op 31 maart 2004 openbaarde hij in Straatsburg een lijst met 57 namen van Duitse Europarlementariers die allen ten onrechte daggeld ontvangen zouden hebben. Hij beschuldige politici van alle partijen ervan zich 's morgens bij binnenkomst in te schrijven in de daggeldlijst, om direct daarna het gebouw weer te verlaten. Hij had 7200 van deze voorvallen geregistreerd waar afgevaardigden ten onrechte daggeld hadden geïncasseerd. In een gezamenlijke persconferentie (van alle fractievertegenwoordigers) werd door de Duitse Europarlementariër Hans-Gert Pöttering (CDU) de uitlatingen van Martin betiteld als "onhoudbaar en onrechtvaardig". Wel werd een hervorming van het vergoedingssysteem voor parlementariërs verwelkomd, maar om hiervoor nu de openbaarheid te zoeken werd duidelijk afgekeurd. De toenmalige parlementsvoorzitter Pat Cox had liever een interne afhandeling gezien.
In 2004 deed Martin mee aan de Europese verkiezingen met zijn inmiddels opgerichte partij MARTIN. Met 14,04 % van de stemmen werd MARTIN derde in Oostenrijk en won daarmee twee van de achttien Oostenrijkse zetels in het Europees Parlement. De tweede zetel werd ingenomen door Karin Resetarits; na onderlinge problemen stapte zij in 2005 over naar de liberale fractie ALDE.
Ter bevordering van de politieke transparantie besloten Hans-Peter Martin, Paul van Buitenen (Europa Transparant) en Ashley Mote in 2005 tot een samenwerkingsverband onder de naam Platform for Transparency (PfT).

## Prijzen
- 1980: Dr.-Karl-Renner-Förderungspreis für Publizistik
- 1997: Dr.-Bruno-Kreisky-Preis für das Politische Buch